# Philippe Sautet
Pour les articles homonymes, voir Sautet.
Philippe Sautet (né le 8 mai 1961 à Salon-de-Provence) est un chimiste français. Il a été élu à l'Académie des sciences le 30 novembre 2010. 
Il était directeur de recherche au CNRS et travaille au laboratoire de chimie de l’École normale supérieure de Lyon où il a consacré une grande part de son activité scientifique à la modélisation moléculaire.

En 2017, il est professeur à l'université de Californie à Los Angeles. 

## Biographie
Philippe Sautet est ingénieur de l'École polytechnique (Paris). Il a préparé sa thèse à l'université d'Orsay de 1985 à 1988 sous la direction d'Odile Eisenstein. Il a ensuite été chercheur au CNRS dans l'Institut de recherche sur la catalyse à Villeurbanne de 1988 à 1995, puis Visiting Scientist à Lawrence Berkeley Laboratory (Berkeley, Californie) de 1991 à 1992. À son retour des États-Unis, il est maître de conférences puis professeur à l’École polytechnique de 1993 à 2005 en même temps qu'il est directeur de recherche au CNRS à l'Institut de recherche sur la catalyse de Villeurbanne. Il a ensuite pris la direction de l'UMR 5182 (Laboratoire de chimie de l’École normale supérieure de Lyon) entre 2003 et 2010. Il s'agit d'une équipe de recherche de 80 personnes. Il est également directeur de l’Institut de chimie de Lyon, FR CNRS 3023 (1 000 personnes) depuis 2007. 

## Travaux
Philippe Sautet a centré ses travaux sur les aspects théoriques de la catalyse hétérogène. Cette science en plein développement apporte des solutions aux problèmes sociétaux actuels en termes de procédés chimiques propres, de protection de l'environnement et de transformation l'énergie, par exemple pour l'utilisation de la biomasse. L'étude des surfaces participe également à l'essor actuel des nanotechnologies. Il s'est intéressé aux structures électroniques à l'interface gaz solide, à la modélisation des étapes élémentaires de catalyse hétérogène et à la microscopie par effet tunnel.

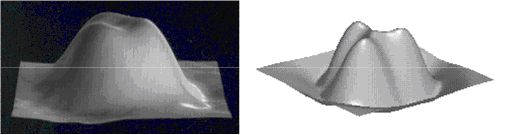
Une image du benzène par microscopie à effet tunnel : à gauche, l'image expérimentale ; à droite, l'image calculée

Il est à l'origine de la première simulation d’une image de microsocopie à effet tunnel pour une molécule adsorbée et de la première démonstration des capacités de la méthode de simulation développée.
En 1998, il publie une des toutes premières études de réactivité en catalyse hétérogène par calcul DFT périodique. Ces travaux permettent de comprendre la différence de réactivité entre le palladium et le rhodium.
Il est ensuite l'auteur de la détermination de la nature du site actif pour l’époxydation sur argent. Il fait alors la démonstration de la présence d’une couche mince d’oxyde dans les conditions de réaction.
Il étudie pour la première fois l’adsorption d’une molécule chirale sur une surface métallique, montrant ainsi la mise en place d’un réseau 2D asymétrique et ses implications pour la catalyse hétérogène énantiosélective.
Il publie le premier article sur la modélisation de la surface de l’alumine gamma, dans des conditions d’hydratation réalistes et il détermine la nature de la surface en fonction de la température de prétraitement.
Il en vient ensuite à modéliser de petits agrégats d’or déposés sur des oxydes. Il peut alors étudier les sites de nucléation.
Il parvient alors à faire une étude mécanistique complète de la régiosélectivité d’une réaction d’hydrogénation sur une molécule polyfonctionnelle. Cela permet de comprendre le rôle clef de l’étape de désorption du produit partiellement hydrogéné sur la sélectivité.
Au même moment, il effectue la première modélisation de complexes organométalliques greffés sur une surface d’alumine et comprend le mécanisme de greffage. Il effectue également une détermination couplée expérience-théorie de la structure du site réactif en surface.

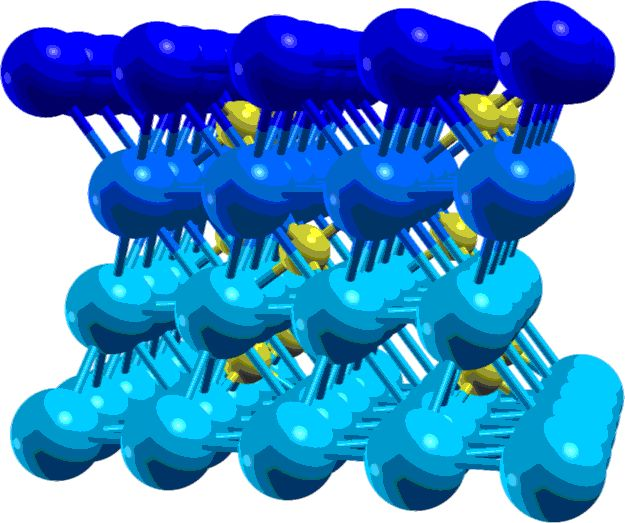
Carbure de palladium formé dans les conditions réactionnelles de l’hydrogénation de l’acétylène.

Il montre alors que lors de l’hydrogénation sélective de l'acétylène, la surface du catalyseur de palladium n’est pas métallique, mais qu'il se forme un carbure de surface, responsable de la forte sélectivité en hydrogénation partielle. Cette démonstration utilise la spectroscopie in situ combinée à la simulation.
Il démontre ensuite la possibilité de prédire la sélectivité d’une réaction catalytique hétérogène par une approche de corrélation, sur une molécule polyfonctionnelle (aldéhyde insaturé). Ce travail a été souligné par un News and Views dans la revue Nature.
Il montre récemment que, lors de l’hydrogénation d’une double liaison sur le platine, la coordination de cette double liaison sur la surface n’est pas nécessaire. Il met en évidence un nouveau mécanisme à six centres pour l’hydrogénation catalytique hétérogène du butadiène, où la double liaison approche au-dessus de l’hydrure. La discussion des différentes situations possibles montre que ce nouveau mécanisme est favorisé par rapport à celui avec coordination préalable.

## Distinctions
- prix Raymond-Berr de l'École polytechnique (1985)
- médaille de bronze du CNRS (1991)
- Récompensé par la division « Catalyse » de la Société chimique de France (1993)
- prix Descartes-Huygens décerné par l'Académie royale néerlandaise des arts et des sciences (1998)
- médaille d'argent du CNRS (2007)
- prix Paul-Pascal de l'Académie des sciences (2008)
- Élu membre de l'Académie des sciences (2010)
- grand prix Pierre-Süe 2012 de la Société chimique de France, « pour ses travaux en chimie théorique et catalyse », ainsi que « pour ses actions au service de la chimie à Lyon » (2012)

## Édition scientifique
Philippe Sautet est ou a été éditeur de nombreuses revues scientifiques internationales :
- Éditeur de la revue Catalysts and catalysed reactions, 2002-2004.
- Membre de l’international editorial board de Surface Review and Letters depuis 2000
- Membre de l’international editorial board du New Journal of Chemistry, 2002-2005
- Membre de l’international editorial board du Journal of Molecular Catalysis, 2002-2005
- Membre de l’international editorial board de Surface Science depuis 2006
- Membre de l’international advisory board de ChemCatChem depuis 2009
- Membre de l’international advisory board de Topics in Catalysis depuis 2010
- Membre de l’international advisory board de Catalysis Letters depuis 2010